# گودی سیرز
گودی سَیرز (انگلیسی: Goldie Sayers؛ زادهٔ ۱۶ ژوئیهٔ ۱۹۸۲) پرتاب‌گر نیزه زن اهل بریتانیا است.